# Канзи

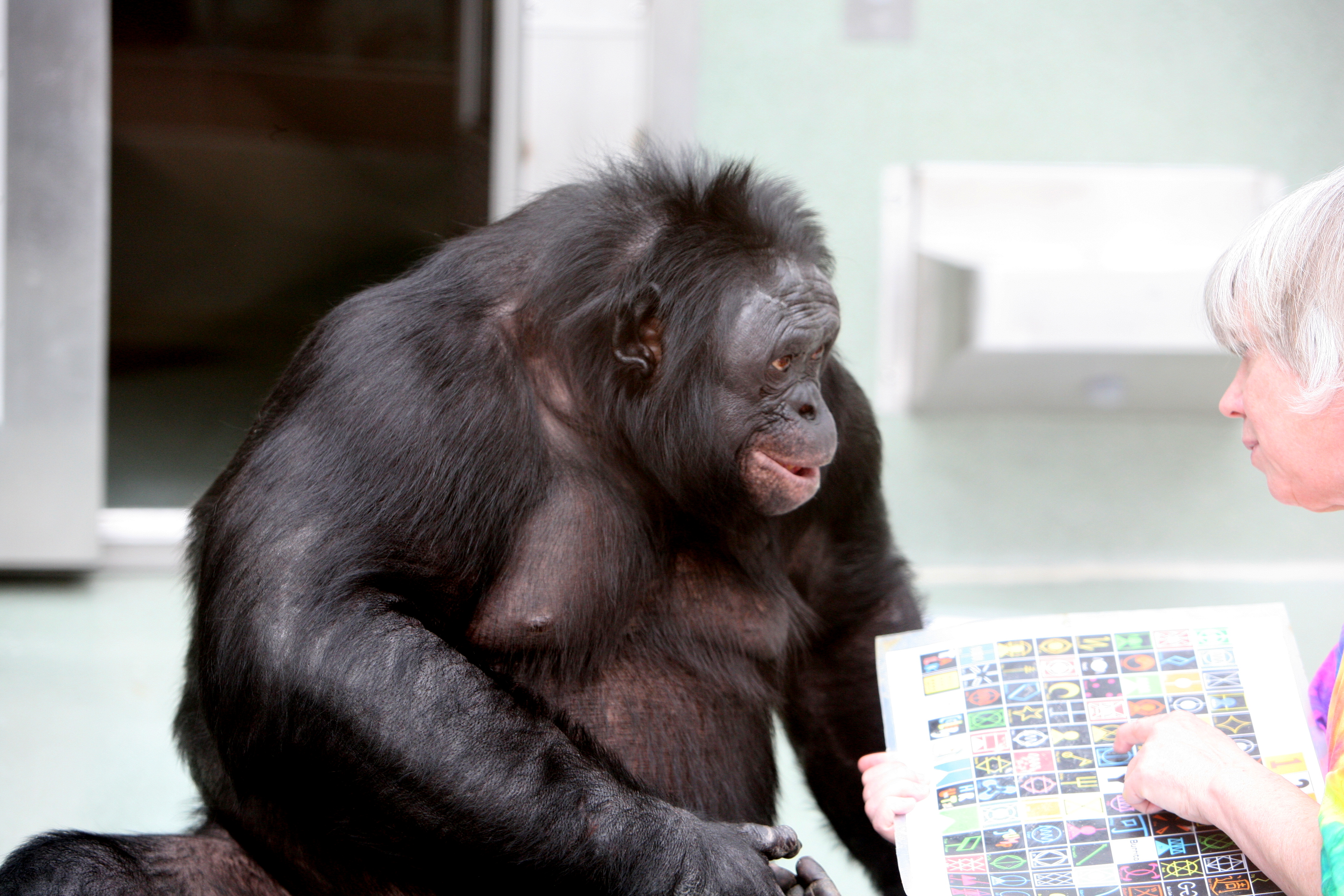
Канзи общается

Канзи (англ. Kanzi; 28 октября 1980 — 18 марта 2025) — самец карликового шимпанзе (бонобо), задействованный в нескольких исследованиях по обучению обезьян языку. По словам Сью Сэведж-Рамбо, приматолога, изучавшего бонобо на протяжении всей своей жизни, Канзи демонстрировал передовые языковые способности. Его часто называют обезьяньим гением, по интеллекту он сравним с двух-трёхлетним ребёнком.

## Биография
Канзи родился у обезьян Лорел и Босанджо на полевой станции Йеркс в университете Эмори и затем был перемещён в центр исследований языка университета штата Джорджия. Он был отобран вскоре после рождения и затем воспитан доминантной самкой Мататой. Будучи младенцем, Канзи сопровождал Матату на занятиях, где учёные обучали её йеркишу (язык, который использует лексиграммы), но она не проявляла большого интереса к урокам.
Большой неожиданностью для исследователей стало то, что однажды, когда Мататы не было рядом, Канзи начал самостоятельно и при этом грамотно использовать лексиграммы, став не только первой наблюдаемой обезьяной, научившейся аспектам языка естественным путём, а не через прямое обучение, но и первым наблюдаемым бонобо, который стал использовать какие-либо элементы языка вообще. В течение короткого времени Канзи освоил десять слов, которым учёные изо всех сил пытались научить его приёмную мать, и с тех пор он выучил их более двух сотен. Когда он слышит произнесённое слово (через наушники, чтобы отфильтровать невербальные звуки), он указывает на правильную лексиграмму.
Канзи, как и его покойные мать и сестра, жил в научно-исследовательском центре Great Ape Trust в Де-Мойне, штат Айова. Канзи — альфа-самец местного сообщества бонобо. Его приёмная мать, Матата, была главным лидером (в матриархальном обществе бонобо положение самца в первую очередь определяется положением самки, с которой он связан). Согласно статье в журнале «Smithsonian», Канзи «имеет вид стареющего патриарха — он лысеющий и пузатый, с серьёзными, глубоко посаженными глазами». Это можно видеть на полностраничной цветной фотографии Канзи в марте 2008 года в «National Geographic» и полностраничной чёрно-белой фотографии в журнале «Time».
Хотя Канзи научился общаться с помощью клавиатуры с лексиграммами, он также изучил кое-что из американского языка жестов после просмотра видео с гориллой Коко, обученной этому языку. Он не может общаться устно так, чтобы его речь была понятна людям, поскольку бонобо имеют слишком отличный от человеческого голосовой аппарат, но было отмечено, что, общаясь с людьми посредством графических символов, Канзи также пытается производить некоторые артикуляции.
Канзи вместе с сестрой Панбанишей и племянником Ньотой является соавтором научной публикации. Публикация посвящена когнитивным способностям обезьян, при её подготовке Сью Сэведж-Рамбо много работала с Канзи и его родственниками и сочла их вклад достаточным для того, чтобы включить бонобо в соавторы.
Благодаря идее ютубера ChrisDaCow, Канзи сумел пройти все приготовленные специально для него испытания в игре Minecraft, используя только тачскрин. Всего было две сессии игры: в первой сессии, во время обучения азам, Канзи из-за сильной увлечённости своими нажатиями поломал один из элементов управления на экране, который пришлось чинить; во второй сессии уже соревновался с человеком, ютубером TommyInnit, который даже не подозревал, что играл против бонобо. Кампания по сбору средств принесла организации Ape Cognition and Conservation Initiative около 10 000 долларов.
Канзи умер 18 марта 2025 года в возрасте 44 лет.